# Indiens deling
Indiens deling refererer til opdelingen af Britisk Indien til to selvstændige stater, Pakistan og Indien, den 14. – 15. august 1947 i forbindelse med, at Storbritannien trak sig ud af deres tidligere koloni.
Grænserne for de to nye lande blev fastsat af Storbritannien, og det betød at det nye land Pakistan fik to dele, Øst- og Vestpakistan, der lå på hver sin side af det "nye" Indien. Delingen efter Mountbattenplanen søgte at tage hensyn til de kulturelle og religiøse forskelle blandt Indiens befolkning.
Op til delingen blev udløst betydelige spændinger mellem hinduer og muslimer, og delingen medførte udbredte uroligheder og store strømme af flygtninge mellem de nye stater. Det anslås, at op i mod en halv million mennesker døde i forbindelse med urolighederne og at omkring 15 millioner mennesker enten flyttede eller flygtede. Flertallet af de dræbte omkom i Punjab, hvor begivenhederne er blevet sammenlignet med folkedrab.
Selve grænsedragningen har senere ført til flere krige mellem de Indien og Pakistan, specielt på grund af at Kashmir-provinsen, på trods af et muslimsk flertal blev en del af Indien. I 1971 blev Øst- og Vestpakistan desuden delt i Bangladesh og det nuværende Pakistan efter en blodig borgerkrig.
Mahatma Gandhi var imod delingen, da han mente, at selvom der var tale om to religioner, havde man stadig kun én kultur.